# NHK釜石平田テレビ中継局
NHK釜石平田テレビ中継局（エヌエイチケイかまいしへいたテレビちゅうけいきょく）は、岩手県釜石市に置かれていたNHK盛岡放送局の地上アナログテレビ放送の中継局。

## 所在地
- 釜石市平田（三陸鉄道リアス線平田駅東方高地）

## 中継局概要
| 放送局名          | チャンネル | 空中線電力        | ERP                 | 放送対象地域 | 放送区域内世帯数 | 偏波面   |
| NHK盛岡教育テレビ | 49ch       | 映像1W /音声250mW | 映像4.7W /音声1.15W | 全国         | 不明             | 水平偏波 |
| NHK盛岡総合テレビ | 51ch       | 映像1W /音声250mW | 映像4.7W /音声1.15W | 岩手県       | 不明             | 水平偏波 |

- 当初、2011年7月24日で廃局となる予定だったが、東日本大震災発生の影響から、廃局が2012年3月31日まで延期された。

## 放送エリア･その他
- 釜石中継局からの電波が届きにくい平田地区をカバーしている。
- なお、在盛民放局は当地に中継局を置いていないため、周辺局を受信している。
- デジタルテレビの中継局については非該当となったため、釜石局などを受信する。